# Việt Nam năm 2010
Dưới đây là sự kiện trong năm tại Việt Nam 2010.

## Đương nhiệm
| Ảnh | Vị trí            | Tên               |
| --- | ----------------- | ----------------- |
|     | Tổng bí thư       | Nông Đức Mạnh     |
|     | Chủ tịch nước     | Nguyễn Minh Triết |
|     | Thủ tướng         | Nguyễn Tấn Dũng   |
|     | Chủ tịch Quốc hội | Nguyễn Phú Trọng  |

## Sự kiện
- Đại lễ 1000 năm Thăng Long – Hà Nội
- 6 tháng 10: Vụ nổ tại Sân vận động Quốc gia Mỹ Đình 2010

## Mất
Xem: Thể loại:Mất năm 2010

## Thể thao
- Giải bóng đá vô địch quốc gia 2010
- Giải bóng đá hạng nhất quốc gia Việt Nam 2010